# إيزاو هاياشي
إيزاو هاياشي (باليابانية: 林伊佐緒؛ بالكانا: はやし いさお) هو ملحن ومغني ياباني، ولد في 11 مايو 1912 في شيمونوسيكي في اليابان، وتوفي في 29 سبتمبر 1995.

## وصلات خارجية
- إيزاو هاياشي على موقع ميوزك برينز (الإنجليزية)